# ديويت ويفر (لاعب كرة قدم أمريكية)
ديويت ويفر (بالإنجليزية: DeWitt Weaver)‏ هو لاعب كرة قدم أمريكية أمريكي، ولد في 11 مايو 1912 في ناشفيل في الولايات المتحدة، وتوفي في 19 يناير 1998 في ديفني في الولايات المتحدة.